# Ménégauxs lijstergaai
Ménégauxs lijstergaai (Pterorhinus courtoisi, synoniem Garrulax courtoisi) is een zangvogel uit de familie Leiothrichidae. Het is een ernstig bedreigde, endemische vogelsoort met een bijzondere verspreiding op twee ver uiteen gelegen locaties binnen China. De Nederlandse naam verwijst naar de Franse ornitholoog Auguste Ménégaux (1857-1937) die deze vogel in 1923 wetenschappelijk heeft beschreven. Hij noemde de vogel naar de Franse missionaris en natuuronderzoeker Fréderic Courtois die het holotype aan het Muséum national d'histoire naturelle had geschonken.

## Herkenning
De vogel is 24 tot 25 cm lang en opvallend gekleurd. De kruin en nek zijn grijsblauw. De vogel heeft een zwart masker dat sterk afsteekt bij een heldergeel gekleurde keel. Dit geel gaat naar de borst en buik toe over in wat valer witgeel. De iris is roodachtig, de snavel is zwart en de poten grijs. Van boven is de vogel okerkleurig. Er is geen verschil tussen mannetje en vrouwtje.

## Verspreiding en leefgebied
Deze soort is endemisch in China en telt twee ondersoorten:
- P. c. courtoisi: in noordoosten van de provincie  Jiangxi, gebied rond Wuyuan (stadsprefectuur Shangrao).
- P. c. simaoensis: in provincie Yunnan, Simao District

Het leefgebied bestaat uit gemengd bos, of half open bosgebieden met verspreid groepjes grote bomen, vaak in de buurt van menselijke bewoning.

## Status
De vogel was aanvankelijk alleen bekend van exemplaren uit het Simao district. Daar was de vogel in de jaren 1970 nog algemeen. In de jaren 1980 werden er nog vogels aan dierentuinen verkocht. Het leefgebied daar verdween en na de jaren 1990 is de vogel niet meer in Simao waargenomen. Na de eeuwwisseling werd de populatie in Jiangxi ontdekt. In 2016 werd deze populatie geschat op 50 tot 250 volwassen individuen. De populatie-aantallen nemen af door illegale vangst voor de handel en door stadsuitbreiding. In gevangenschap leefden in 2012 144 vogels in 25 verschillende instellingen, niet meegerekend wat in illegaal bezit is. Om al deze redenen staat deze soort als ernstig bedreigd (kritiek) op de Rode Lijst van de IUCN.